# Coupe du Liechtenstein de football 1992-1993
Navigation
Édition précédente Édition suivante
La coupe du Liechtenstein 1992-1993 de football est la 48e édition de la Coupe nationale de football, la seule compétition nationale du pays en l'absence de championnat.
La finale est disputée à Ruggell, le 20 mai 1993, entre le FC Balzers et le FC Schaan. 
Le FC Balzers remporte le trophée en battant le FC Schaan. Il s'agit du 10e titre de l'histoire du club dans la compétition. Grâce à ce succès, le club assure sa participation à la prochaine édition de la Coupe d'Europe des vainqueurs de coupe.

## 1ertour
| Équipe 1             | Résultat        | Équipe 2          |
| -------------------- | --------------- | ----------------- |
| FC Ruggell II        | 0 - 10          | FC Triesenberg    |
| FC Triesen II        | 2 - 7           | FC Schaan         |
| FC Schaan II         | 0 - 5           | FC Balzers        |
| FC Balzers II        | 1 - 4           | USV Eschen/Mauren |
| USV Eschen/Mauren II | 0 - 2           | FC Vaduz          |
| FC Triesenberg II    | 1 - 7           | FC Schaan Azzurri |
| FC Vaduz II          | 1 - 1 3 - 5 tab | FC Triesen        |
| FC Triesen Español   | 1 - 3           | FC Ruggell        |

## Quarts de finale
| Équipe 1          | Résultat | Équipe 2          |
| ----------------- | -------- | ----------------- |
| FC Ruggell        | 1 - 4    | FC Schaan         |
| FC Schaan Azzurri | 1 - 10   | USV Eschen/Mauren |
| FC Triesen        | 1 - 2    | FC Vaduz          |
| FC Triesenberg    | 0 - 5    | FC Balzers        |

## Demi-finales
| Équipe 1          | Résultat | Équipe 2   |
| ----------------- | -------- | ---------- |
| USV Eschen/Mauren | 0 - 1    | FC Balzers |
| FC Vaduz          | 1 - 2    | FC Schaan  |

## Finale
| 20 mai 1993 | FC Balzers | 5 - 2 ap | FC Schaan | Ruggell |  |
|             |            |          |           |         |  |

- Le FC Balzers se qualifie pour la Coupe d'Europe des vainqueurs de coupe 1993-1994.